# Tatárszentgyörgy
Tatárszentgyörgy is een plaats (község) en gemeente in het Hongaarse comitaat Pest. Tatárszentgyörgy telt 1858 inwoners (2001).